# Linea vita

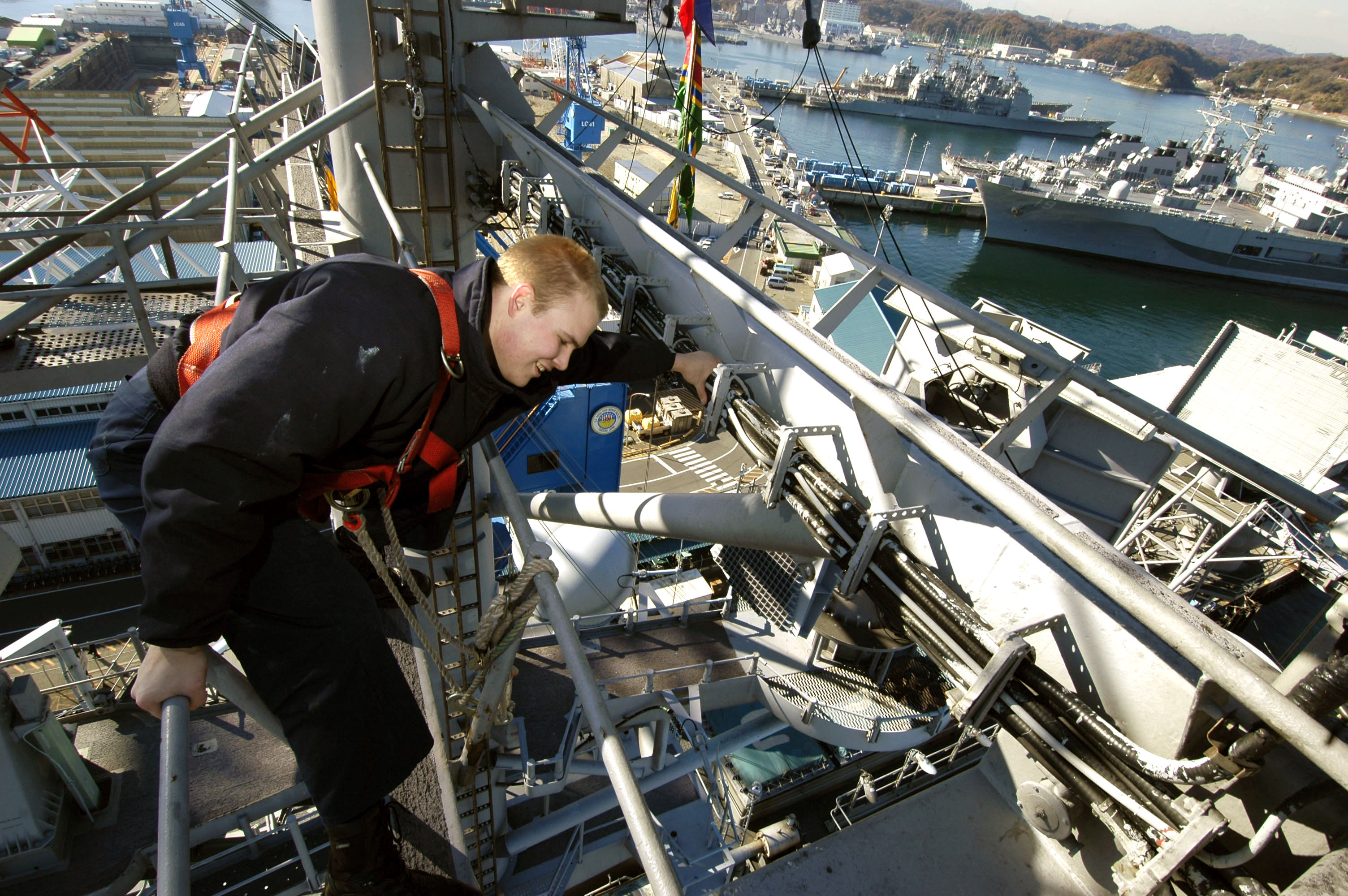
Lavoratore assicurato con una linea vita.

La linea vita (al plurale linee vita), secondo la norma UNI EN 795, è un insieme di ancoraggi posti in quota sulle coperture alla quale si agganciano gli operatori tramite imbracature e relativi cordini.

## Storia
In Italia la regione Toscana è stata la prima a obbligare l'installazione di linee vita con precise norme e disposizioni.

## Classificazione
Una linea vita può essere temporanea o stabile:
- Nel primo caso viene utilizzata durante il montaggio di edifici prefabbricati e successivamente smontata.
- Nel secondo caso viene installata sulle coperture dei nuovi edifici in modo stabile, per la loro manutenzione, a seguito di una normativa attualmente adottata solo da alcune regioni italiane, ma che a breve verrà recepita[quando? Son passati 13 anni.] da tutte le regioni (Decreto legislativo del 9 aprile 2008 , n. 81 - "Attuazione dell'articolo 1 della legge 3 agosto 2007, n. 123, in materia di tutela della salute e della sicurezza nei luoghi di lavoro" - Art. 115 "Sistemi di protezione contro le cadute dall'alto").

"I lavori in quota possono esporre i lavoratori a rischi molto elevati per la loro salute e sicurezza, in particolare a rischi di caduta dall'alto e ad altri gravi infortuni sul lavoro. Ogni responsabile di un immobile (amministratore condominiale o proprietario) o il datore di lavoro, dirigenti e preposti possono essere coinvolti in azioni penali e civili qualora emergano violazioni o deficienze nei riguardi delle normative vigenti in merito alla protezione dai rischi associati ai lavori in quota. Le linee vita di tipo stabile (secondo la norma UNI EN 795) sono costituite da un insieme di ancoraggi posti in quota sulle coperture alle quali si agganciano gli operatori tramite imbracature e relativi cordini. Esse vengono installate sulle coperture dei nuovi edifici per la loro manutenzione e per la manutenzione periodica di eventuali impianti o coperture fotovoltaiche, a seguito di una normativa nazionale attualmente adottata solo da alcune regioni italiane."
Sul mercato esistono tre tipi di linea vita:
1. In acciaio inox, ideale per tutte le coperture, garantisce un'elevata resistenza agli agenti climatici.
2. In acciaio con zincatura a caldo.
3. In fettuccia o corda, per sistemi regolabili e temporanei (EN795-B).